# 雷婕熙
雷婕熙（1994年7月15日—），台湾女演员。演出《女朋友 男朋友》小樹一角。姊姊是演員夏若妍。

## 演出作品

### 電影
- 2012年：女朋友。男朋友（飾演：小樹）導演：楊雅喆
- 2013年：逆轉勝（飾演：莫莉） 導演：孔玟燕
- 2014年：軍中樂園（飾演：莎莎） 導演：鈕承澤
- 2016年：獨一無二（飾演：安安） 導演：楊順清
- 2014年：閨蜜（客串演出） 導演：黃真真
- 2017年：大佛普拉斯（飾演：Gucci）導演：黃信堯
- 2021年：揭大歡喜（飾演：查理王）導演：陳宏一
- 2023年：我的婆婆怎麼把OO搞丟了（飾演：老大女人）導演：鄧安寧
- 2024年：優雅的相遇導演：張作驥

### 電視劇
- 2012年《課間好時光一年二班》(迪士尼頻道，飾演：羊帆)
- 2015年《春梅》(臺視，飾演：林陳文櫻)
- 2018年《美男魚澡堂》(KKTV，飾演:何思佳）

### 劇情短片
- 2016年《龍騎士》台北48小時電影計畫（飾演：妹妹）[導演：鄧皓元]

### 音樂錄影帶
- 東城衛《伊利亞特》
- 陳珊妮《I love you John》
- 蔡依林《迷幻》
- 蕭敬騰《福爾摩斯》
- 阿密特《血腥愛情故事》
- 許嵩《最佳歌手》
- 八三夭《飢餓遊戲》
- 陳彥允《等一個人到老》
- 張震嶽《貪心》
- 陳零九、愷樂《戀人殺》
- 張作驥監製、導演謝惠菁《夏日天空的那批紅馬電影MV宣傳》

## 外部連結
- 雷婕熙的Facebook專頁
- 雷婕熙的Instagram帳戶
- 雷婕熙在互联网电影资料库（IMDb）上的資料（英文）
- 雷婕熙在香港影庫上的簡介
- 雷婕熙在台灣電影網上的資料（繁體中文）